# Tetragnatha sociella
Tetragnatha sociella este o specie de păianjeni din genul Tetragnatha, familia Tetragnathidae, descrisă de Chamberlin în anul 1924. Conform Catalogue of Life specia Tetragnatha sociella nu are subspecii cunoscute.